# Фаховий коледж транспорту та комп'ютерних технологій Національного університету «Чернігівська політехніка»
Фаховий коледж транспорту та комп'ютерних технологій Національного університету «Чернігівська політехніка» — навчальний заклад, що розташований у Чернігові, який здійснює підготовку фахівців з транспортних та комп'ютерних технологій.
Створений у 1967 році як філія Київського радіомеханічного технікуму, з 1974 року коледж функціонував як окремий вищий навчальний заклад — Чернігівський радіомеханічний технікум (ЧРМТ). У 2014 році технікум увійшов до складу Національного університету «Чернігівська політехніка» як відокремлений структурний підрозділ.
Директор коледжу (з 1996) — Радченко Віктор Миколайович.

## Спеціальності
У Фаховому коледжі транспорту та комп'ютерних технологій готують фахівців за спеціальностями:
- Автомобільний транспорт (навчання здійснюється за освітньо-професійною програмою «Обслуговування та ремонт автомобілів і двигунів», форма навчання: денна і заочна)
- Економіка («Економіка підприємства», форма навчання: денна)
- Електроенергетика, електротехніка та електромеханіка («Обслуговування та ремонт електроустаткування автомобілів і тракторів», форма навчання: денна)
- Комп'ютерна інженерія («Обслуговування комп'ютерних систем і мереж», форма навчання: денна і заочна)
- Комп'ютерні науки («Обслуговування програмних систем і комплексів», форма навчання: денна)
- Транспортні технології («Організація перевезень і управління на автомобільному транспорті», форма навчання: денна)

Випускникам закладу присвоюється освітньо-професійний ступінь фахового молодшого бакалавра.

## Історія
Чернігівський радіомеханічний технікум був створений наказом Міністерства загального машинобудування і почав роботу 1 вересня 1967 року як філія Київського радіомеханічного технікуму. Першим його керівником став Лещенко Віталій Федорович. На той час заклад готував фахівців зі спеціальностей «Автоматика та телемеханіка», «Планування промислових підприємств», «Обробка металів різанням».
У 1971 році в навчальному закладі для потреб Чернігівського заводу радіоприладів відкривається нова спеціальність «Виробництво мікроелектронних пристроїв».
З 1972 по 1982 рік технікум очолював Чміль Владлен Антонович. У цей час згідно з наказом профільного міністерства від 2 грудня 1974 року технікум реорганізовується в самостійний навчальний заклад з вечірньою формою навчання, а з 1 вересня 1978 року починається підготовка фахівців і на денному відділенні зі спеціальностей «Обробка металів різанням» та «Виробництво мікроелектронних пристроїв».
З 1982 по 1996 роки директором технікуму був Бєлих Валерій Васильович. У 1990 році заклад почав готувати фахівців зі спеціальностей «Обробка матеріалів на верстатах та автоматичних лініях», «Технічне обслуговування верстатів з програмним управлінням та роботехнічних комплексів», «Виробництво виробів електронної техніки». З 1995 року вечірнє відділення замінюється заочним і готує фахівців з усіх напрямків.
З 1996 року колектив технікуму очолює Радченко Віктор Миколайович. У технікумі проводиться перепрофілювання, відкриваються нові спеціальності: «Обслуговування та ремонт автомобілів і двигунів», «Конструювання, виробництво та технічне обслуговування радіотехнічних пристроїв», «Економіка підприємства».
З 1 вересня 2002 року технікум починає готувати фахівців зі спеціальності «Обслуговування комп'ютерних та інтелектуальних систем і мереж», а з 1 вересня 2004 року поновлюється навчання за спеціальністю «Обробка матеріалів на верстатах і автоматичних лініях» та відкривається нова спеціальність «Обслуговування і ремонт електроустаткування автомобілів і тракторів». У 2011 році технікум відкриває нову спеціальність: «Обслуговування програмних систем і комплексів», у 2013 році — «Організація перевезень і управління на автотранспорті».
У 2012 році Чернігівський радіомеханічний технікум був перейменований у Державний вищий навчальний заклад «Чернігівський технікум транспорту та комп'ютерних технологій».
У 2014 році навчальний заклад як структурний підрозділ увійшов до складу Чернігівського національного технологічного університету і перейменований у Коледж транспорту та комп'ютерних технологій ЧНТУ. Відповідно до наказу ректора Національного університету «Чернігівська політехніка» № 3 від 14 липня 2020 року «Про перейменування відокремлених структурних підрозділів» Коледж транспорту та комп'ютерних технологій ЧНТУ перейменований у Відокремлений структурний підрозділ «Фаховий коледж транспорту та комп'ютерних технологій Національного університету „Чернігівська політехніка“».